# The Shadow Lizzards
The Shadow Lizzards ist eine deutsche Classic- und Psychedelic-Rock-Band aus Nürnberg, die 2015 gegründet wurde.

## Stil
Laut Konzertvorankündigungen lässt das „junge Powertrio“ „wilde, ungezügelte Rockmusik“ bzw. „dreckig knarzende Sounds“ los, werde von Fans als „eine Mischung aus Jimi Hendrix und The Doors beschrieben“, zeige „Kreativität, ohne jeglichen Kompromiss zuzulassen“ und besteche „durch wechselnde Grooves und instrumentale Finesse“. An anderer Stelle wurden auch Kadavar und Steppenwolf bzw. Creedence Clearwater Revival als Referenz herangezogen.
Für die einen „beschwören die Nürnberger in gewohnter Weise die hoch(h)eiligen Sixties“, für den anderen „hämmern und grooven sich die jungen Musiker“ durch zehn Songs, die nach „den musikalisch vollkommen erstklassigen 70er Jahren“ klingen oder gebe „sich hemmungslos dem Siebziger-Rock“ hin und spiele sich „in einer wilden und unkontrollierten Weise durch die psychedelische Ecke“.

## Rezeption
Das Debütalbum, das von Tonzonen Records auch in einer kleinen Auflage von je 250 orangen bzw. violetten Schallplatten veröffentlicht wurde, erhielt in der einschlägigen Fachpresse eine wohlwollende Rezeption.

„ausgesprochen stimmiger und stilsicherer Retro-Rock, der in seiner Ausführung kaum konsequenter sein könnte“

„Die zehn Stücke haken alle Punkte auf der To-do-Liste für perfekte Alben ab (englisch „The ten tracks of the record tick off every to-do list for perfect albums“)“

„Die Produktion atmet angenehm unaufgeregt den analogen Geist der Vergangenheit. Auf das Wesentliche reduziert bekommen die Instrumente Gitarre, Bass, Schlagzeug und Hammondorgel den Raum den ein warmer Klang eben braucht. Und die Musiker nutzen diesen Raum für allerhand Jamparts, die Lust auf Live machen.“

In einer differenzierteren Besprechung betont der Autor die grundsätzliche Qualität, weist aber auch auf das Entwicklungspotenzial hin, dass die Band noch entfalten solle. Das Debütalbum sei „in jedem Fall“ gut anzuhören und tauge „nicht zuletzt […] als Soundtrack für eine entspannte Autofahrt“. Um „in der Szene zukünftig sicher eine gute Rolle spielen“, müsste die Band zukünftig „im Songwriting etwas fokussierter“ sein und „einen eigenständigeren Sound“ entwickeln.

## Diskografie
- 2018: The Shadow Lizzards (Tonzonen Records)
- 2022: Someone's Heartache (Tonzonen Records)
- 2024: Paradise (Tonzonen/Soulfood)